# Næturvaktin
Næturvaktin eller Nattvakten - Nattskiftet, är en isländsk tv-serie. Den började visas 2007, på Stöð 2. Den innehåller tolv avsnitt à 25 minuter. Serien handlar om tre bensinmacksanställda och deras lätt excentriska chef. Chefen Georg Bjarnfreðarson gillar Sverige, men är en person som haft och får många motgångar och problem. Dessa gör honom till en översittare. Serien är humoristisk och bygger i stor utsträckning på situationskomik. 
Serien innehåller även uppföljarna Dagvaktin (Dagvakten/Dagskiftet, 2008) och Fangavaktin (Fångvakten, 2009). Dessutom blev huvudpersonen Georg så populär på Island, att hans liv blev en film, Bjarnfreðarson, som spelades in 2009. Den sågs av minst 20 % av den isländska befolkningen och fick i princip alla eddafilmpris som delades ut det året.
Signaturmelodin Kyrrlátt kvöld, börjar varje avsnitt som avslutas med Jón pönkari.
Produktionsbolaget som gjorde filmen och serien heter Saga Film.